# Beloeil (Québec)
Beloeil (o Belœil) è un comune del Canada, situato nella provincia del Québec, nella regione di Montérégie. È bagnato dal fiume Richelieu.